# 林一郎 (アナウンサー)
林 一郎（はやし いちろう、1957年6月3日 - ）は、中京テレビ放送報道部のニュースデスク、元同局のアナウンサー。岐阜県可児市出身。中央大学文学部卒業。血液型B型。

## 来歴
大学卒業後、1982年に中京テレビに入社。アナウンス部に22年間在籍した後、2004年に報道部へ異動した。

## 過去の担当番組
- スポーツ中継（サッカー、プロ野球、ゴルフ、テニス、ボウリング、新体操、1991年世界陸上競技選手権大会など）
- 中京テレビニュースプラス1